# Marco Polo Del Nero
Marco Polo Del Nero (né le 22 février 1941 à São Paulo, Brésil) est un avocat brésilien et membre du comité exécutif de la FIFA.
Del Nero est président de la Federação Paulista de Futebol (FPF) depuis 2003. En 2007 il était membre du comité exécutif de l'association continentale CONMEBOL. Le 23 mars 2012, il a été élu comme le successeur de Ricardo Teixeira de la CONMEBOL au sein du comité exécutif de la FIFA.
En avril 2014, Del Nero a été choisi comme successeur de José Maria Marin en tant que président de la Confédération brésilienne de football (CBF) à partir du 1er avril 2015.